# شهرستان گوانگچانگ
شهرستان گوانگچانگ (به لاتین: Guangchang County) یک منطقهٔ مسکونی در چین است که در فوژوا واقع شده‌است.